# Popsi og Krelle
Popsi og Krelle er en dansk musikduo, der spiller børnemusik. Gruppen består af Maiken Ingvordsen (vokal, klaver, komponist) og Christian Reinholtz (guitar, komponist), de startede for alvor i 2018 med fortolkninger af danske børnesange, og de har siden genereret over 400 mio. visninger på YouTube, hvor de har over 125.000 abonnenter. De udgives på Youtube og på musikstreamingplatforme af MusiCat, Universal Music Denmarks børnelabel.
Grupens første album, Hjulene på bussen, har solgt trippel platin, og det har ligget på albumhitlisten i 120 uger.
Gruppen modtog prisen Årets børnekulturpersonlighed ved Børn i byen Prisen i både 2020 og 2021.
Popsi og Krelle teamet består ligeledes af Illustrator Elise Reinholtz og musiker og musikproducer Kasper Villaume

## Diskografi
- Hjulene på bussen (2017)
- Hej skal vi tumle? (2018)
- Jul for de mindste - 12 sange fra vores julekalender (2019)
- Popsi og Krelles godnatsange (2019)
- 24 afsnit af vores julekalender (2020)
- Fødselsdag med Popsi og krelle (2020)
- ABC - 20 kendte børnesange (2020)
- Hos lægen med Popsi og Krelle (2021)
- Sommerferie med Popsi og Krelle (2021)
- Min dag med Popsi og Krelle (2022)
- Jul med Popsi og Krelle (2022)
- Boogie Woogie (2023)
- Godnat 2 (2024)